# Pojezerje
Pojezerje è un comune della regione raguseo-narentana in Croazia. Al censimento del 2011 possedeva una popolazione di 993 abitanti.

## Località
Il comune di Pojezerje è suddiviso in 6 frazioni (naselja):
- Brečići
- Dubrave
- Kobiljača
- Otrić-Seoci
- Pozla Gora
- Mali Prolog (in italiano Prolog Piccolo[2], desueto)

La sede comunale è posta nella località di Otrić-Seoci.